# Notommata cherada
Notommata cherada är en hjuldjursart som beskrevs av Myers 1938. Notommata cherada ingår i släktet Notommata och familjen Notommatidae. Inga underarter finns listade i Catalogue of Life.